# Красний Маяк (Лузький район)
Красний Маяк (рос. Красный Маяк) — селище у Лузькому районі Ленінградської області Російської Федерації.
Населення становить 892 особи. Належить до муніципального утворення Мшинське сільське поселення.

## Історія
Згідно із законом від 28 вересня 2004 року № 65-оз належить до муніципального утворення Мшинське сільське поселення.

## Населення
| 1958 | 1997 | 2007 | 2010 |
| ---- | ---- | ---- | ---- |
| 322  | ↗868 | ↘838 | ↗892 |